# Сон бабусі і внучки
Сон бабусі і внучки — копія з однойменної акварелі К. П. Брюллова, виконана Тарасом Шевченком у Санкт-Петербурзі. Розмір 21,9 × 27,6. Під малюнком на паспарту напис олівцем: Шевченко Сонъ бабушки и внучки. № 28. Нижче друкованим шрифтом: Carolus Bruloff, Copia.
В літературі помилково датується 1840–1843 роками.
Картина зберігається в Національному музеї Тараса Шевченка. Попередні місця збереження: збірка К. Т. Солдатьонкова, Державний музей образотворчих мистецтв ім. О. С. Пушкіна в Москві, Галерея картин Т. Г. Шевченка.